# Kleinandelfingen
Kleinandelfingen é uma comuna da Suíça, situada no distrito de Andelfingen, no cantão de Zurique. Tem 10,29 km² de área e sua população em 2018 foi estimada em 2.109 habitantes.